# Hugh Henry Brackenridge
Hugh Henry Brackenridge (* 1748 auf Kintyre bei Campbeltown, Schottland; † 25. Juni 1816 in Carlisle, Pennsylvania) war ein US-amerikanischer Dichter, Jurist und Politiker schottischer Herkunft.

## Leben
Brackenridge wurde auf der Halbinsel Kintyre in Schottland geboren, kam jedoch 1753 bereits als Kind nach Pennsylvania. Er studierte Theologie am College of New Jersey, der heutigen Princeton University. Dort studierten viele führende Persönlichkeiten der amerikanischen Unabhängigkeitsbewegung und der frühen Republik, so fanden sich in Brackenridges Abschlussklasse von 1771 Philip Freneau, James Madison und Gunning Bedford, Jr. Besonders mit Freneau verband Brackenridge eine enge Freundschaft, gemeinsam verfassten sie das epische Gedicht The Rising Glory of America, welches Brackenridge auf der Abschlussfeier vortrug, und Father Bombo's pilgrimage to Mecca in Arabia, eine Satire über amerikanische Sitten und Gebräuche.
Am Amerikanischen Unabhängigkeitskrieg beteiligte sich Brackenridge als Geistlicher. Nach dem Ende der Kampfhandlungen 1781 begann er in Pittsburgh eine Karriere als Jurist und Politiker.
Sein Sohn, Henry Marie Brackenridge (1786–1871), ebenfalls Autor, Kongressmitglied und Hobbyhistoriker, lieferte eine der ersten Beschreibungen der historischen Stadt Cahokia.

## Werk
Im Sinne der Unabhängigkeitsbewegung schrieb Brackenridge zwei patriotische Stücke, The battle of Bunkers hill (1776) und The death of General Montgomery (1777), außerdem Six political discourses (1778). Als sein literarisches Hauptwerk gilt der vierbändige, zwischen 1782 und 1797 erschienene, pikareske Roman Modern chivalry. Darin enthüllt Brackenridge durch scharfe Satire die Mängel der neuen Demokratie und die Ignoranz des einfachen Bürgers.